# Parafia Ikony Matki Bożej „Władająca” i św. Sylwana w Chaville
Parafia Ikony Matki Bożej „Władająca” i św. Sylwana – parafia prawosławna w Chaville. Należy do dekanatu paryskiego południowo-zachodniego Arcybiskupstwa Zachodnioeuropejskich Parafii Tradycji Rosyjskiej Patriarchatu Moskiewskiego.
Parafia powstała w 1926 z inicjatywy rosyjskich emigrantów, którzy znaleźli pracę i osiedlili się w Chaville. Została zarejestrowana w roku następnym, zaś jej pierwszą świątynią była tymczasowa kaplica w garażu. Parafia podlegała Zachodnioeuropejskiemu Egzarchatowi Rosyjskiego Kościoła Prawosławnego. Patronką parafii została ikona Matki Bożej „Władająca” – ostatnia ikona uznana przez Rosyjski Kościół Prawosławny za cudowną przed rewolucją październikową. 
Większą kaplicę, działającą po dziś dzień, parafianie wznieśli w 1935. W tym samym roku, 9 czerwca, poświęcił ją metropolita Eulogiusz (Gieorgijewski). Parafia była jedną z placówek duszpasterskich Zachodnioeuropejskiego Egzarchatu Parafii Rosyjskich Patriarchatu Konstantynopolitańskiego. Po likwidacji egzarchatu (2018) zmieniła jurysdykcję i weszła w skład nowo utworzonego Arcybiskupstwa Zachodnioeuropejskich Parafii Tradycji Rosyjskiej, podlegającego Patriarchatowi Moskiewskiemu.
Językami liturgicznymi parafii są cerkiewnosłowiański oraz francuski (w tym języku wygłaszane są kazania oraz czytane Pismo Święte). Nabożeństwa są odprawiane według kalendarza juliańskiego.

## Proboszczowie parafii
- ks. Gieorgij Fiodorow (1927–1929)
- ks. Gieorgij Szumkin (1929–1931)
- ks. Iwan Maksimienko (1932–1954)
- ks. Leonid Mogilewski (1955–1964)
- ks. Leonid Nikolski (1964–1966)
- ks. Aleksandr Dawidow (1967–1977)
- ks. Pierre Nivière. (1977–1990)
- ks. Michel Evdokimov (1990–1994)
- ks. Nicolas Molinier (1994–1999)
- ks. Jivko Panev[1] (od 1999)